# سلام فیاض
سلام فیاض (به عربی: سلام خالد فياض خضر) (متولد ۲ آوریل ۱۹۵۲ در طولکرم در کرانه باختری)، نخست‌وزیر سابق تشکیلات خودگردان فلسطین، وزیر دارایی کابینه محمود عباس، نماینده پارلمان فلسطین که فارغ‌التحصیل مهندسی از دانشگاه آمریکایی بیروت و دارای درجه دکترای مدیریت اقتصاد از دانشگاه تگزاس آمریکا است.

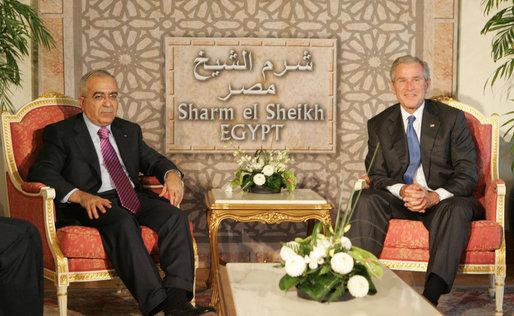
جرج دابلیو. بوش و سلام فیاض